# Neoscopelus macrolepidotus
Neoscopelus macrolepidotus is een straalvinnige vissensoort uit de familie van lantaarndragers (Neoscopelidae). De wetenschappelijke naam van de soort is voor het eerst geldig gepubliceerd in 1863 door Johnson.